# 金哲 (诗人)
金哲（中国朝鲜语：／，1932年—），原名金龙燮（김룡섭），笔名百川、光芒等，男，朝鲜族，黑龙江海林人，中国诗人，中国作家协会名誉委员，中国作家协会吉林分会原副主席。